# سی و پنجمین دوره جوایز اسکار
سی و پنجمین دوره مراسم اعطای جوایز اسکار در تاریخ ۸ آوریل ۱۹۶۳ در سالن اجتماعات سنتا مونیکا سنتا مونیکا برگزار شد.
فرانک سیناترا مجری این مراسم بود.

## جوایز
برندگان نخست و در حروف برجسته پررنگ فهرست شده‌اند.
Nominations announced on February 25, 1963. Winners in each category are listed first and highlighted with boldface text.
| جایزه اسکار بهترین فیلم | جایزه اسکار بهترین کارگردانی |
| --- | --- |
| - لورنس عربستان – سم اسپیگل, producer - طولانی‌ترین روز – داریل اف. زانوک, producer - مرد موسیقی – مورتون داکوستا, producer - شورش در بونتی – Aaron Rosenberg, producer - کشتن مرغ مقلد – آلن جی پاکولا, producer | - دیوید لین – لورنس عربستان - فرانک پری – دیوید و لیسا - پیترو جرمی – طلاق به سبک ایتالیایی - آرتور پن – معجزه‌گر - رابرت مالیگن – کشتن مرغ مقلد |
| جایزه اسکار بهترین بازیگر مرد | جایزه اسکار بهترین بازیگر زن |
| - گریگوری پک – کشتن مرغ مقلد در نقش Atticus Finch - برت لنکستر – پرنده‌باز آلکاتراز در نقش رابرت استراد - جک لمون – روزگار شراب و گل‌های سرخ در نقش Joe Clay - مارچلو ماسترویانی – طلاق به سبک ایتالیایی در نقش Ferdinando Cefalù - پیتر اوتول – لورنس عربستان در نقش توماس ادوارد لورنس | - آن بنکرافت – معجزه‌گر در نقش آن سالیوان - بتی دیویس – چه بر سر بیبی جین آمد؟ در نقش Jane Hudson - کاترین هپبورن – سفر دراز روز در شب در نقش Mary Tyrone - جرالدین پیج – پرنده شیرین جوانی در نقش Alexandra Del Lago - لی رمیک – روزگار شراب و گل‌های سرخ در نقش Kirsten Arnesen-Clay |
| جایزه اسکار بهترین بازیگر نقش مکمل مرد | جایزه اسکار بهترین بازیگر نقش مکمل زن |
| - اد بگلی – پرنده شیرین جوانی در نقش Tom Boss Finley - ویکتور بوینو – چه بر سر بیبی جین آمد؟ در نقش Edwin Flagg - تلی ساوالاس – پرنده‌باز آلکاتراز در نقش Feto Gomez - عمر شریف – لورنس عربستان در نقش Sherif Ali - ترنس استامپ – بیلی باد در نقش Billy Budd | - پتی دوک – معجزه‌گر در نقش هلن کلر - مری بدهام – کشتن مرغ مقلد در نقش Scout - شرلی نایت – پرنده شیرین جوانی در نقش Heavenly Finley - آنجلا لنسبوری – کاندیدای منچوری در نقش Mrs. Eleanor Iselin - تلما ریتر – پرنده‌باز آلکاتراز در نقش Elizabeth McCartney Stroud |
| جایزه اسکار بهترین فیلم‌نامه غیراقتباسی | جایزه اسکار بهترین فیلم‌نامه اقتباسی |
| - طلاق به سبک ایتالیایی – انیو د کونچینی, آلفردو جانتی and پیترو جرمی - فروید: عشق مخفی – Story by Charles Kaufman; Screenplay by Charles Kaufman and Wolfgang Reinhardt - سال گذشته در مارین‌باد – آلن رب گریه - لمس سمور – استنلی شاپیرو and Nate Monaster - همچون در یک آینه – اینگمار برگمان | - کشتن مرغ مقلد – هورتون فوت - دیوید و لیسا – Eleanor Perry - لورنس عربستان – رابرت بولت and مایکل ویلسون[A] - لولیتا – ولادیمیر نابوکوف - معجزه‌گر – ویلیام گیبسن |
| Best Foreign Language Film | جایزه اسکار بهترین فیلم مستند |
| - یکشنبه‌ها و سیبل (فرانسه) - الکترا (یونان) - The Four Days of Naples (ایتالیا) - قول (برزیل) - Tlayucan (مکزیک) | - روباه سیاه: ظهور و سقوط آدولف هیتلر - الورادا |
| جایزه اسکار بهترین فیلم مستند کوتاه | جایزه اسکار بهترین فیلم کوتاه |
| - دیلن تامس - The John Glenn Story - The Road to the Wall | - سالگرد مبارک - Big City Blues - The Cadillac - The Cliff Dwellers - Pan |
| جایزه اسکار بهترین پویانمایی کوتاه | جایزه اسکار بهترین موسیقی فیلم |
| - حفره - Icarus Montgolfier Wright - Now Hear This - Self Defense ... for Cowards - یک هم‌اندیشی درباره ترانه عامه‌پسند | - لورنس عربستان – موریس ژار - فروید: عشق مخفی – جری گلدسمیت - شورش در بونتی – برونیسواف کاپر - تاراس بولبا – فرانتس واکسمن - کشتن مرغ مقلد – المر برنستاین |
| جایزه اسکار بهترین موسیقی فیلم | جایزه اسکار بهترین ترانه |
| - مرد موسیقی – ری هایندورف - Billy Rose's Jumbo – جرجی استول - Gigot – Michel Magne - Gypsy – Frank Perkins - The Wonderful World of the Brothers Grimm – لی هارلاین | - "Days of Wine and Roses" from روزگار شراب و گل‌های سرخ – Music by هنری مانچینی; Lyric by جانی مرسر - "Love Song From Mutiny on the Bounty (Follow Me)" from شورش در بونتی – Music by برونیسواف کاپر; Lyric by پل فرنسیس وبستر - "Song From Two for the Seesaw (Second Chance)" from الاکلنگ دونفره – Music by آندره پره‌وین; Lyric by Dory Langdon - "Tender Is the Night" from Tender Is the Night – Music by سمی فین; Lyric by پل فرنسیس وبستر - "Walk on the Wild Side" from Walk on the Wild Side – Music by المر برنستاین; Lyric by Mack David                              |
| جایزه اسکار بهترین صداگذاری | جایزه اسکار بهترین طراحی صحنه |
| - لورنس عربستان – John Cox - Bon Voyage! – رابرت او کوک - مرد موسیقی – George R. Groves - لمس سمور – Waldon O. Watson - چه بر سر بیبی جین آمد؟ – Joseph D. Kelly | - کشتن مرغ مقلد – Art Direction: Alexander Golitzen and Henry Bumstead; Set Decoration: Oliver Emert - روزگار شراب و گل‌های سرخ – Art Direction: Joseph C. Wright; Set Decoration: George James Hopkins - طولانی‌ترین روز – Art Direction: Ted Haworth, Léon Barsacq and Vincent Korda; Set Decoration: Gabriel Béchir - Period of Adjustment – Art Direction: George Davis and Edward Carfagno; Set Decoration: Henry Grace and Richard Pefferle - The Pigeon That Took Rome – Art Direction: Hal Pereira and رولند اندرسون; Set Decoration: Samuel M. Comer and Frank R. McKelvy |
| جایزه اسکار بهترین طراحی صحنه | جایزه اسکار بهترین فیلم‌برداری |
| - لورنس عربستان – Art Direction: John Box and John Stoll; Set Decoration: Dario Simoni - مرد موسیقی – Art Direction: Paul Groesse; Set Decoration: George James Hopkins - شورش در بونتی – Art Direction: George Davis and Joseph McMillan Johnson; Set Decoration: Henry Grace and Hugh Hunt - لمس سمور – Art Direction: Alexander Golitzen and Robert Clatworthy; Set Decoration: George Milo - The Wonderful World of the Brothers Grimm – Art Direction: George Davis and Edward Carfagno; Set Decoration: Henry Grace and Richard Pefferle | - طولانی‌ترین روز – ژان بورگو and والتر وتیتس - پرنده‌باز آلکاتراز – برنت گافی - کشتن مرغ مقلد – راسل هارلن - الاکلنگ دونفره – تد مک‌کورد - چه بر سر بیبی جین آمد؟ – ارنست هالر |
| جایزه اسکار بهترین فیلم‌برداری | جایزه اسکار بهترین طراحی لباس |
| - لورنس عربستان – فردی یانگ - Gypsy – هری استردلینگ - هاتاری! – راسل هارلن - شورش در بونتی – رابرت ال. سرتیس - The Wonderful World of the Brothers Grimm – پل. سی. ووگل | - چه بر سر بیبی جین آمد؟ – نورما کاچ - روزگار شراب و گل‌های سرخ – Don Feld - مردی که لیبرتی والانس را کشت – ادیت هد - معجزه‌گر – Ruth Morley - فدرا – Denny Vachlioti |
| جایزه اسکار بهترین طراحی لباس | جایزه اسکار بهترین تدوین |
| - The Wonderful World of the Brothers Grimm – مری والیس - Bon Voyage! – بیل توماس - Gypsy – اوری-کلی - مرد موسیقی – دوروتی جیکنس - گیشای من – ادیت هد | - لورنس عربستان – آن وی. کوتس - طولانی‌ترین روز – ساموئل ئی. بیتلی - کاندیدای منچوری – فریس وبستر - مرد موسیقی – ویلیام اچ. زیگلر - شورش در بونتی – John McSweeney Jr. |
| جایزه اسکار بهترین جلوه‌های تصویری | |
| - طولانی‌ترین روز – Visual Effects by Robert MacDonald; Audible Effects by Jacques Maumont - شورش در بونتی – Visual Effects by A. Arnold Gillespie; Audible Effects by Milo B. Lory | |